# Livezile (Alba, Rumunjska)
Livezile (nje: Laßlenkirch; mađ: Úrháza) je općina u županiji Alba u Rumunjskoj. Općinu čine četiri sela: Izvoarele, Livezile, Poiana Aiudului i Vălişoara.